# Бантанж
Бантанж (фр. Bantanges) насеље је и општина у источном делу централне Француске у региону Бургундија-Франш-Конте, у департману Саона и Лоара која припада префектури Луан.
По подацима из 2011. године у општини је живело 559 становника, а густина насељености је износила 52,1 становника/km². Општина се простире на површини од 10,73 km². Налази се на средњој надморској висини од 200 метара (максималној 201 m, а минималној 175 m).

## Демографија
| 1962. | 1968. | 1975. | 1982. | 1990. | 1999. | 2011. |
| ----- | ----- | ----- | ----- | ----- | ----- | ----- |
| 619   | 647   | 574   | 552   | 477   | 446   | 559   |

График промене броја становника у току последњих година